# Střížov (Cheb)
Střížov (németül: Triesenhof) Cheb településrésze Csehországban a Karlovy Vary-i kerület Chebi járásában. A városközponttól 3 km-re északra fekszik. A 2001-es népszámlálási adatok szerint 28 lakóháza és 189 lakosa van.

## Nevezetességek
- népi építészet